# Iris Marion Young
Iris Marion Young (New York, 2 januari 1949 – 1 augustus 2006) was een Amerikaans politicologe en feministe wier werk veelal draaide om sociale verschillen en de aard van rechtvaardigheid. Ze ging onder andere in dialoog met feministische theorieën en continentale filosofie. Young wordt gezien als een van de belangrijkste feministische theoretici van de laatste decennia.
Bekend is haar essay Throwing Like a Girl: A Phenomenology of Feminine Body Comportment Motility and Spatiality (1980), waarin Young de verschillen tussen 'mannelijke' en 'vrouwelijke' bewegingen en houdingen vanuit een fenomenologisch oogpunt bestudeerde. In Justice and the Politics of Difference (1990) bestudeerde ze de grondvesten van verschillende theorieën over rechtvaardigheid en stelde ze een nieuw kader voor, met meer oog voor sociale verschillen.
Young was hoogleraar aan onder andere de Universiteit van Pittsburgh en de Universiteit van Chicago.